# 인명진
인명진(印名鎭, 1946년 6월 1일 ~ )은 대한민국 장로교 교단인 장로회 통합 소속의 갈릴리교회 원로목사이자, 숭실대학교 석좌교수이다. 본관은 교동(喬桐)이다.
그는 갈릴리교회에서 목사 생활을 하였고 종교인 과세를 법제화해야 한다는 입장을 취했다. KBS의 이사, 한나라당 윤리위원장, 스마트교육재단 이사장, 자유한국당 비상대책위원장 등을 역임했다.

## 생애
충청남도 당진에서 태어났다. 예장통합 출신으로, 해방신학에 기초한 도시산업선교회에서 활동한 바 있다. 1972년부터 12년간 선교회 총무로 활동했다. 이 선교회는 재야 활동가 손학규, 김문수, 오종세 등의 활동 무대였던 곳이다. 노동운동, 민주화운동 등의 이유로 4차례 투옥되었고(YH 사건 등), 한 차례 국외 추방된 경력을 갖고 있다.
1987년 대한민국 제13대 대통령 선거를 앞두고 김영삼과 김대중의 단일화 과정에 참여했고, 그 시절 그는 차라리 김영삼 후보로의 단일화가 필요하다는 입장이었다.(후보 단일화론) 이 때 인명진과 같은 입장에 선 사람으로 재야 활동가 이재오, 변호사 조영래 등이다. 2011년 한 인터뷰에서 인명진은 "YS가 먼저 하고 그 다음 DJ가 하는 패키지를 만들었다. 뒤에 할 사람은 70% 지분을 갖고 당을 장악하도록 했다. 그렇게 해서 민주화세력의 10년 집권 플랜을 만들었다"며 당시 상황을 언급했다.
인명진은 교계 보수적 인사로 때로 거론되기도 한다. 2011년 서울시장 재보궐선거에서는 박세일과 더불어 이석연을 보수 시민후보로 추대한 바 있다. 당시 인명진과 함께 추대위원으로 참가한 사람은 강태욱 민주주의이념연구회 회장, 서경석 기독사회책임 상임대표, 이헌 시민과함께하는변호사 공동대표, 김진홍 목사, 김종일 뉴라이트전국연합 상임공동대표, 서정갑 국민행동본부 본부장, 조갑제 조갑제닷컴 대표 등이었다.
2006년 한나라당 윤리위원장을 지낸 이후 정치권에 직접 참여하지 않았으나, 2016년 12월 새누리당 비상대책위원장으로 임명됐다. 이에 경실련은 인명진이 윤리행동강령을 위반했다며 영구제명 조치를 내렸다.

## 학력
- 대전고등학교
- 한신대학교 신학 학사
- 장로회신학대학교 신학대학원 신학석사
- 숭실대학교 대학원 노사관계과학과 사회과학 석사
- 샌프란시스코 신학대학원 신학박사

### 명예 박사 학위
- 장로회신학대학교 명예 신학박사

## 경력
- 1972년 ~ 1984년 영등포 도시산업선교회 총무
- 1986년 ~ 갈릴리교회 목사
- 1993년 기독교환경운동연대 공동대표
  - 바른언론을 위한 시민연합 대표
  - 경제정의실천시민연합 부정부패추방운동 본부장
  - 부정방지대책위원회(감사원장 자문기관) 위원
- 1994년 바른언론을 위한 시민연합 집행위원장
- 1995년 국민복지기획단 위원
- 1995년 바른언론신문사 발행인
- 1996년 행정쇄신위원회 위원장
  - 사랑의 채널 이사
  - 노사관계개혁위원회 위원
  - 한국방송공사 이사(~ 2000년)
- 2001년
  - 국민고충처리위원회 명예옴부즈맨
  - 지밸리 녹색산업도시 추진위원장
- 2006년
  - 한나라당 윤리위원장
- 2007년
  - 한나라당 후보검증위원
- 2009년 7월
  - 우리민족서로돕기운동 상임공동대표
  - 통일부 통일고문
- 2009년 9월 ~現  일신기독병원 이사장
- 2015년 3월 ~ 2016년 2월 안양대학교 교양대학 석좌교수
- 갈릴리교회 원로목사
- 2016년 3월 ~ 숭실대학교 숭실평화통일연구원 석좌교수
- 2016년 3월 ~ 2016년 12월 경제정의실천시민연합 공동대표
- 2016년 12월 ~ 2017년 2월 새누리당 비상대책위원장
- 2017년 2월 ~ 2017년 3월 자유한국당 비상대책위원장
- 민족화해협력범국민협의회 고문
- 미래통합당
- 국민의힘 탈당
- 2024년 10월 ~ 2024년 10월: 조전혁 체인지캠프 선대위 고문단
- 2025년 4월 ~ 2025년 4월: 국민의힘 나경원 제21대 대통령 선거 경선후보 나경원 캠프 고문
- 2025년 5월~2025년 6월: 제21대 대통령 선거 국민의힘 김문수 대통령 후보 자문 및 보좌 기관 상임고문역